# Паркановка
Паркановка (укр. Парканівка) — село, относится к Захарьевскому району Одесской области Украины.
Население по переписи 2001 года составляло 185 человек. Почтовый индекс — 66733. Телефонный код — 4860. Занимает площадь 0,63 км². Код КОАТУУ — 5125283803.

## Местный совет
66733, Одесская обл., Захарьевский р-н, с. Павловка